# Sundsvallsfjärden
Sundsvallsfjärden är en fjärd i Sundsvalls skärgård, Medelpad mellan Skönsberg och Skönsmon i Sundsvall. Selångersån har sitt utlopp i fjärden och övergår öster om ön Tjuvholmen till havsområdet Draget väster om Sundsvallsbukten.
Sundsvallsbron, som färdigställdes 2014, korsar fjärden.